# Emma Lou Diemer
Emma Lou Diemer (Kansas City, 24 novembre 1927 – Santa Barbara, 2 giugno 2024) è stata una compositrice statunitense.

## Biografia
Emma Lou Diemer nacque a Kansas City il 24 novembre 1927, quarta e ultima figlia di George Willis Diemer (1885-1956), didatta statunitense, preside di università e membro del gruppo di intellettuali incaricati di riorganizzare il sistema educativo giapponese dopo la Seconda guerra mondiale, e di Myrtle Diemer nata Casebolt (1889-1961), casalinga e attivista parrocchiale. Ebbe per sorella la poetessa Dorothy Diemer Hendry (1918-2006), e per fratelli George Willis Diemer II (1920-1944), pilota militare, e John Irving Diemer (1920-1964), preside di scuola a Overland Park.
Emma Lou Diemer compì la sua formazione musicale presso la Scuola di Musica di Yale, conseguendo i primi due diplomi nel 1949 e nel 1950. Successivamente dal 1952 al 1953 fu in Belgio per studiare composizione. Fece quindi ritorno negli Stati Uniti dove nel 1960 ottenne un dottorato di ricerca presso la Scuola di Musica di Eastman.
Dal 1965 al 1970 insegnò teoria e composizione presso l'Università del Maryland e dal 1971 presso l'Università della California, dove contribuì ad istituire il corso di musica elettronica. Nel 1991 divenne professore emerito.
Emma Lou Diemer compose svariati lavori per orchestra, gruppi cameristici, strumenti a tastiera, voce, coro ed elettronica. In veste di concertista suonò le proprie opere per organo presso la Washington National Cathedral, la cattedrale di Nostra Signora degli Angeli a Los Angeles e l'Arcidiocesi di San Francisco.
Tra le sue opere furono incluse raccolte e brani singoli per organo, pianoforte, pianoforte a quattro mani e due pianoforti. Tra i suoi principali lavori cameristici particolarmente degni di nota furono quartetti, trii con pianoforte, sonate e suite per flauto, violino, violoncello e pianoforte, e una raccolta di salmi per organo e altri strumenti. Scrisse svariati inni, alcuni dei quali inseriti in innari liturgici. Compose altresì numerose canzoni basate su testi di autori classici o contemporanei come Walt Whitman, Amy Lowell, Sara Teasdale, Alice Meynell, Thomas Campion, Shakespeare, John Donne, sua sorella Dorothy Diemer Hendry, Emily Dickinson, Robert Lowell.
Dal 1990 al 1992 fu compositrice residente presso l'Orchestra sinfonica di Santa Barbara, che eseguì in prima mondiale quattro suoi lavori:
- Il Concerto per Pianoforte in un Movimento (Concerto for Piano in One Movement) che ottenne il quarto premio Kennedy Center Friedheim nel 1992. Registrato nel decimo volume della collana MMC New Century (MMC 2067, pubblicato nel 1998), il concerto venne interpretato dalla pianista Betty Oberacker accompagnata dall'Orchestra della radio di Praga diretta da Vladimir Valek. Un elemento caratteristico di questo concerto fu l'impiego sporadico delle corde del pianoforte con sordina;
- La Santa Barbara Overture;
- Homage to Tchaikovsky;
- Chumash Indian Dance Celebration.

Tra le altre sue composizioni vi furono:
- Songs for the Earth, un'opera per coro e orchestra su testi di Emily Dickinson, Mary Oliver, Dorothy Diemer Hendry, Omar Khayyam e Ildegarda di Bingen, il cui lavoro di composizione fu fatto su commissione della Società Corale di San Francisco ed eseguito alla Davies Symphony Hall nel 2005;
- La Messa per coro, due pianoforti e percussioni;
- Il Concerto per Marimba, commissionato dall'Orchestra Filarmonica Femminile di San Francisco.[7]

## Riconoscimenti
- Scuola di Musica di Eastman.
- Scuola di Musica di Yale.
- National Endowment for the Arts.
- ASCAP (annuale dal 1962).
- Compositrice dell'anno 1995 dell'American Guild of Organists.
- Mu Phi Epsilon.
- Dottorato honoris causa presso l'Università del Missouri.